# フラウィウス・クラウディウス・ユリアヌス
フラウィウス・クラウディウス・ユリアヌス（古典ラテン語：Flavius Claudius Julianus フラーウィウス・クラウディウス・ユーリアーヌス、331年/332年 - 363年6月26日）は、ローマ帝国の皇帝（在位：361年11月3日 - 363年6月26日）である。コンスタンティヌス朝の皇帝の一人で、コンスタンティヌス1世（大帝）の甥に当たる。最後の「異教徒皇帝」として知られる。異教復興を掲げキリスト教への優遇を改めたため、「背教者（Apostata）」とも呼ばれる。

## 生涯

### 誕生から副帝登用まで（331年 - 355年）
331年または332年、コンスタンティヌス1世の異母弟ユリウス・コンスタンティウス (Julius Constantius) とその妻バシリナ (Basilina) の間に生まれた。コンスタンティヌスにとっては甥に当たる。337年、おそらくは皇帝コンスタンティウス2世の陰謀により家族を暗殺された。ユリアヌスとその兄コンスタンティウス・ガッルスは幼少のため見逃された。ユリアヌスは（おそらくガッルスも共に）ビテュニアに住まう母方の祖母のもとに預けられ、事実上軟禁された状態で養育された。軟禁生活では、キリスト教会の『聖書』朗読者となる一方で、かつてバシリナの家庭教師であった宦官マルドニオスによって、ギリシア・ローマの古典や神話も教えられていた。
おそらく342年になると、ユリアヌスとガッルスは皇帝領のマケッルム (Macellum) へ移された。マケッルムでは、その名が意味する「囲い地」のとおり外部との接触は極端に制限され、ユリアヌスは兄とともに奴隷の仕事を手伝いながら6年間を過ごした。ただし、読書に関しては自由を与えられていたため、カッパドキアのゲオルギウス (Georgius) の蔵書を用いて勉学に励んでいた。この中には異教の古典作品も多数含まれており、ゲオルギウスの死後、ユリアヌスはその保護を依頼している。
348年、2人はコンスタンティノポリスに召還され、6年間の追放が終わった。ガッルスが宮廷に留め置かれる一方、ユリアヌスは勉学に関しての自由が認められた。そこで、コンスタンティノポリスで修辞学を学んだのち、ニコメディアへ留学した。この地で哲学者リバニオス (Libanius) の講義を、間接的にではあるが受けることができ、ユリアヌスは新プラトン主義の影響を強く受けるようになる。
351年、ガッルスは東方のサーサーン朝の脅威に対するため、副帝としてコンスタンティウス2世に登用された。その一方で、ユリアヌスは変わらず勉学に勤しみ、ペルガモンにいたアエデシオス (Aedesius) や、エペソスのマクシムス (Maximus) など、小アジアの新プラトン主義の大家のもとを訪れている。この経験から、キリスト教の優越性を声高に叫ぶ信徒や伯父たちのキリスト教庇護に疑問を感ずるようになり、異教への回心が決定的となった。ユリアヌス本人も、自身の回心は351年に始まったとしている。副帝即位直前の夏には、アエデシオスの弟子プリスクスを訪ねてアテナイに赴いている。
354年、副帝であったガッルスがコンスタンティウス2世に処刑された。さらに皇帝はユリアヌスに反抗の疑いをかけ、メディオラヌム（現ミラノ）の宮廷に呼び出した。ユリアヌスはそのままコンスタンティウスの監視下に置かれたが、皇妃エウセビア (Eusebia) が唯一の擁護者として皇帝に働きかけたため、約半年後に疑いが晴れ、解放された。
メディオラヌムを離れたのちは、ビテュニアの邸宅に寄り、そこからすぐにギリシアへと発った。アテナイにて「異教徒」たちに交じりながら、キリスト教徒の修辞学者プロハイレシオスから手ほどきを受けていた。だが、間もなくコンスタンティウスに召還され、再びメディオラヌムの宮廷に向かうことになる。
355年後半、コンスタンティウスは東方のペルシアだけでなくガリアでの問題にも直面していた。このガリア側の問題を解決するため、ユリアヌスにはガッルスに代わる皇帝権力のパートナーとしての役割が求められるようになった。こうした背景から355年11月5日、メディオラヌムにてユリアヌスは副帝に任じられる。この登用は、以前に監視から解放されたとき同様、エウセビアの進言によるところが大きかった。副帝就任と同時に結婚した。相手はコンスタンティウスの妹ヘレナで、ユリアヌスから見れば従姉にあたる女性だった。

### ガリア赴任（355年 - 360年）

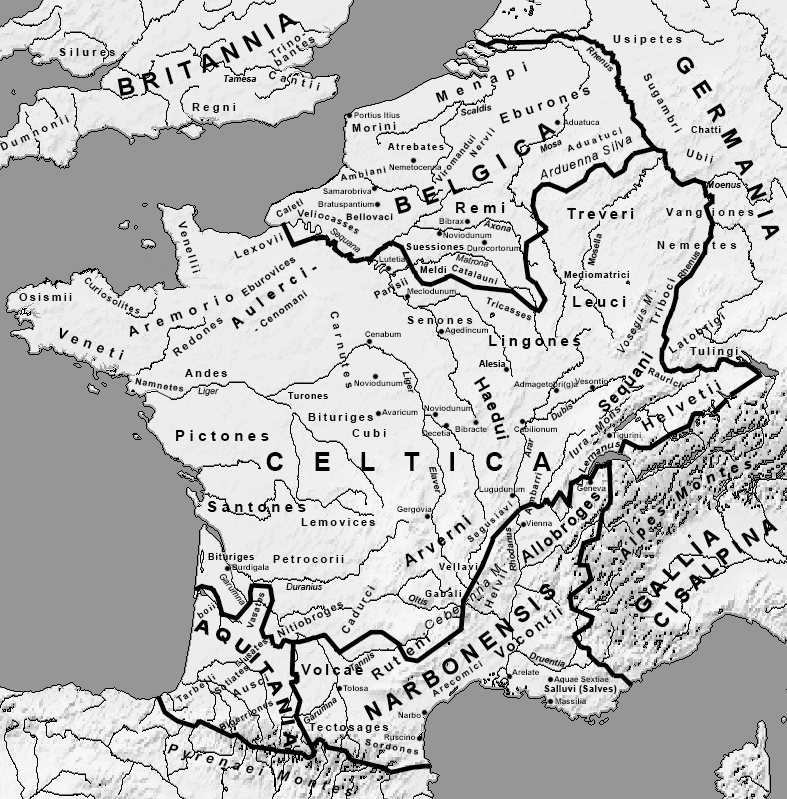
ガリアの都市

355年末、ユリアヌスはコンスタンティウスとともにガリアに向かっていた。配下に置かれる予定の軍は、すでにガリアにて待機していた。この道中、フランク族によってコロニア・アグリッピナ（現ケルン）が陥落したとの報告を受ける。ここからユリアヌス自身の指揮による戦闘が始まる。
翌年6月、ウィエンナ（現ヴィエンヌ）での越冬を終えたユリアヌスはまず、攻撃に晒されていたアウグストドゥヌム（現オータン）を救援し、そこからアウテシオドゥルム（現オセール）、アウグストボナ（現トロワ）で敵を破りつつ、ドゥロコルトルム（現ランス）まで北上し、その地の駐屯軍と合流した。戦力を整えたのちは東進し、ディウォドゥルム（現メス）を経由して、ライン川中流の西岸まで進出した。
これと平行してコンスタンティウスはライン川上流に進軍し、南北からの挟撃が行われた。まもなく、ライン川上流をアラマンニ族から奪回する目的は達成された。アラマンニ族との戦いをコンスタンティウスに引き継いだユリアヌスは北上し、コロニア・アグリッピナをフランク族の手から取り戻した。
コンスタンティウスは357年にはガリアを離れたが、ユリアヌスの成功は続いた。アルゲントラトゥムの戦いにて、3倍近いアラマンニ族を相手に勝利を収め、その後はライン川を渡ってアラマンニ族の土地に攻撃を加えた。358年には下流域にも断固とした軍事行動をとった。さらに上流域でも別働隊がライン川を越えて征服したため、ローマ帝国の支配領域を、リメス・ゲルマニクスとライン・ドナウ両大河の源流の扇形の区域（アグリ・デクマテス、 (Agri Decumates) ）にまで戻すことに成功した。こうしてガリアの安定は取り戻された。それを示すように、359年になるとユリアヌスの軍事行動も少なくなる。

### 正帝への登極（360年 - 361年）

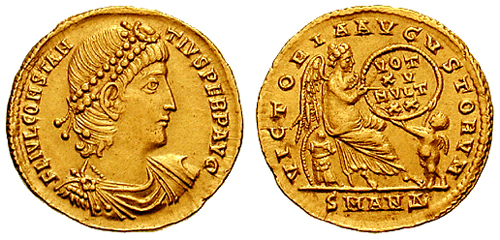
コンスタンティウス2世の肖像が刻まれたソリドゥス金貨

360年初頭、ユリアヌスの平穏は一変する。コンスタンティウスが、ガリアから東方国境に援軍を送るように命じたからである。要求された人員は、ユリアヌスが指揮する全軍の半数近くに及んだ。この指示を出すようコンスタンティウスに促したのが宮廷内の反ユリアヌス派であった可能性はあるが、当時の情勢を鑑みれば、安定した西方から緊張の高まっている東方へ戦力を移すというのは自然な流れでもあった。359年に北メソポタミアの要衝アミダ（現ディヤルバクル）を破壊するなど、ペルシア軍が攻勢に出ていたためである。
しかしユリアヌス側からすれば、この命令は苦渋の決断を迫られるものだった。対象となる兵士の多くがガリア出身で、故郷を離れることを望んではおらず、ユリアヌスも彼らにアルプス山脈を越えることはないと以前に宣言していたからである。結局、コンスタンティウスの命令どおり援軍を送るべく、兵を一旦ルテティア（現パリ）に集結させた。だが、彼らが派遣されることはなかった。兵士たちはユリアヌスを囲み、歓呼をもって皇帝（正帝）に推戴したのであった。
ペルシアとの戦いに注力せざるを得なかったコンスタンティウスは、警告を与えるのみで、ただちにはユリアヌスを反逆者として処断しようとはしなかった。ユリアヌスのほうも、コンスタンティウスに対する書簡では「副帝」を自称していた。しかし、ユリアヌスのガリア滞在5周年を記念した祝祭に合わせて当地で発行された貨幣には、両者はどちらも皇帝と刻まれており、実際にはユリアヌスは皇帝（正帝）として振る舞っていた。
アラマンニ族の王を捕らえ、ガリアでの軍事行動に区切りをつけたユリアヌスは、信頼するサッルスティウス (Sallustius) にガリアを任せ、361年夏、コンスタンティウスとの対決に向け、進軍を開始した。行軍速度は非常に速く、10月にはシルミウム（現セルムスカ・ミトロヴィナ）に到着した。この町では、のちに文人仲間となる歴史家のアウレリウス・ウィクトル (Aurelius Victor) と面会している。同月末にはナイスス（現ニシュ）に到った。ユリアヌスをこれ以上放置できなくなったコンスタンティウスは、ペルシアとの戦いを中断し、西へと向かう。しかし361年11月3日、西進する道中にキリキア地方で突然の死を迎えた。臨終の床で、唯一の肉親であるユリアヌスを後継者に指名したと伝えられている。ユリアヌスは同月末、ナイススでその報告を受け取った。
12月11日、ユリアヌスは唯一の皇帝としてコンスタンティノポリスに入城する。時を置かずコンスタンティウスの葬儀を執り行い、この皇帝に対し深い尊敬の念を表した。コンスタンティウスに忠誠を誓っていた東方の兵士を抑えるためにも、簒奪者ではなく、正当な後継者として皇帝に即位したことを示す必要があった。実際に遺言があったかは不明だが、コンスタンティウスが死の間際にユリアヌスを後継者に認めたという噂が、葬儀の後に流れた。

### 皇帝としての改革（361年 - 362年）

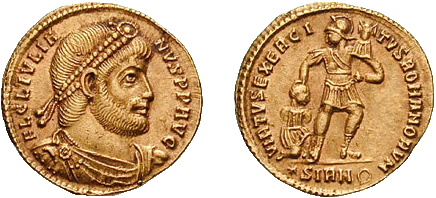
ユリアヌスの肖像が刻まれたソリドゥス金貨

#### 政治上の改革
コンスタンティウスの葬儀が終わると、翌年初頭にかけて、先帝に従属していた不正を行う者たちを裁く法廷がカルケドンで開かれた。ユリアヌス自身はその法廷には立たず、「異教徒」でオリエンス道長官のサルティウス・セクンドゥス (Salutius Secundus) を代理人に選んだ。この裁判の判事はサルティウス以外に5人いたが、そのうち4人は現職か前職の武官であり、新しい皇帝の権力の源泉としての軍の支持を取り付ける意味が大きかった。そのためユリアヌスは臨席せず、不公平な判決を黙認したと考えられている。
カルケドンで裁判が開かれる中、ユリアヌスはコンスタンティノポリスで宮廷の改革に取り組んだ。ディオクレティアヌス以降の帝政後期においては、宮廷ではペルシアをモデルとした新たな様式が導入され、その機能が肥大化していた。禁欲的な新たな皇帝はこれを一挙に縮減した。キリスト教徒の官僚や教会史家の中には、この改革の目的がキリスト教徒の放逐にあると考える者もいたが、実際にはそうではなかった。宮廷の人員の多くはたしかにキリスト教徒であったが、ユリアヌスはその数を削減するのみで「異教徒」と入れ替えることはしなかったからである。
宮廷・官僚組織の規模を縮小する一方で、元老院の権威を復興させようという努力もした。宮廷の外においては、都市の再編にも着手した。副帝即位以前に様々な都市に遊学した経験から、各都市の財政負担を減らし、参事会の持つ権限を強化しようと考えた。ユリアヌスにとっての都市（特に帝国東半の）とは、ギリシア文化の伝統を継承する存在であり、ヘレニズムとの調和が必要だと信じていた。
つまりユリアヌスの改革の目的は、かつての伝統に回帰することであった。「異教」が中心となる世界を目指していたのである。そのために、市民の皇帝というイメージを再構築しようと試みた。ガリア時代でもそうであったように、ユリアヌスの描く皇帝像はシンプルなものであり、威張らず、豪奢にせず、市民と身近な存在であった。ユリアヌスの心の内にあったモデルは、『ミソポゴン』や『皇帝饗宴』の記述から、マルクス・アウレリウス・アントニヌスだったとされている。これについては、リバニオスも同様の説明をしている。

#### 宗教面の改革

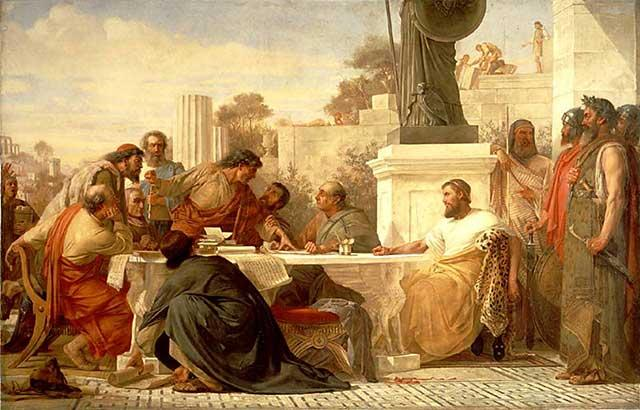
教派間の議論を見守るユリアヌス
（エドワード・アーミテージ画）

宗教面では、キリスト教への優遇政策を廃止している。ユリアヌスは「異端」とされた者たちに恩赦を与え、キリスト教内部の対立を喚起した。彼は弾圧などの暴力的手段に訴えることなく、巧妙に宗教界の抗争を誘導した。異教祭儀の整備を進めたのも、ユダヤ教のエルサレム神殿の再建許可を出したのもそのためであった。これらの行動により、永くキリスト教徒からは「背教者 (Apostata)」の蔑称で呼ばれることになる。
その意図は教育行政に対してもよく現われている。362年6月に布告した勅令で、教師が自らの信じていないものを教えることを禁じた。これはキリスト教徒が教師となること自体は禁じていなかったが、実質的にキリスト教徒は異教のものである古典文学を教授することができなくなった。こうしてユリアヌスは、ギリシアの伝統ある文化・文明の「異教徒」による独占状態を作り出した。次世代の知識人層を「異教徒」で埋め尽くし、そこからのキリスト教徒の排除を図ったのである。ユリアヌスは表面的には宗教的な差別は行わなかったが、その内心では明らかにキリスト教勢力を打倒しようとしていた。
一説によれば、彼が復興を目指した「異教」は新プラトン主義の影響を受けたものであり、帝政以前からの伝統であるローマの国家宗教ではなかったという。論者が言うには、ユリアヌスの考えるギリシア的宗教とは、ギリシア神話やローマ神話に代表されるような伝統的多神教ではなく、太陽神とその下降形態である神々からなる単一神教 (henotheism) であった。いずれにせよ、ユリアヌスはギリシアやオリエントの伝統的な宗教に対しても寛容であった。
ユリアヌスはキュベレー信仰が多神教と受け止められないように細心の注意を払い、また友人で側近でもあった新プラトン主義者サルティウス・セクンドゥスに神々と宇宙について一神教の教義として案内書にまとめるよう指示している。ユリアヌスに類似した哲学的見解を持っていた執政官はローマの神々を唯一神の現れだと主張していたとされる。

#### 改革への反発と対立
急激に進められた体制の変革は様々な抵抗に遭い、思うような効果は上げられなかった。ペルシア遠征前に滞在したアンティオキアでの、市民の反応が象徴的である。ユリアヌスは362年7月にこの町に入城していたが、この年は旱魃に見舞われていた。これへの対応として周辺地域から食糧を供給したが、市内の流通の監督を怠ったために不正が広がり、これを契機に市民との関係が悪化した。『ミソポゴン (Misopogon) 』が書かれたのはこのときである。
ユリアヌスとアンティオキア市民の対立には、皇帝の強すぎる禁欲主義に対する市民の反発など、これ以外にも様々な理由がある。だが、その中のひとつにユリアヌスの描く皇帝像に対する反発は確かにあった。これは、コンスタンティウス2世のような皇帝のあり方を望ましいと感じている人々がいた、ということでもある。

### ペルシア遠征（363年）

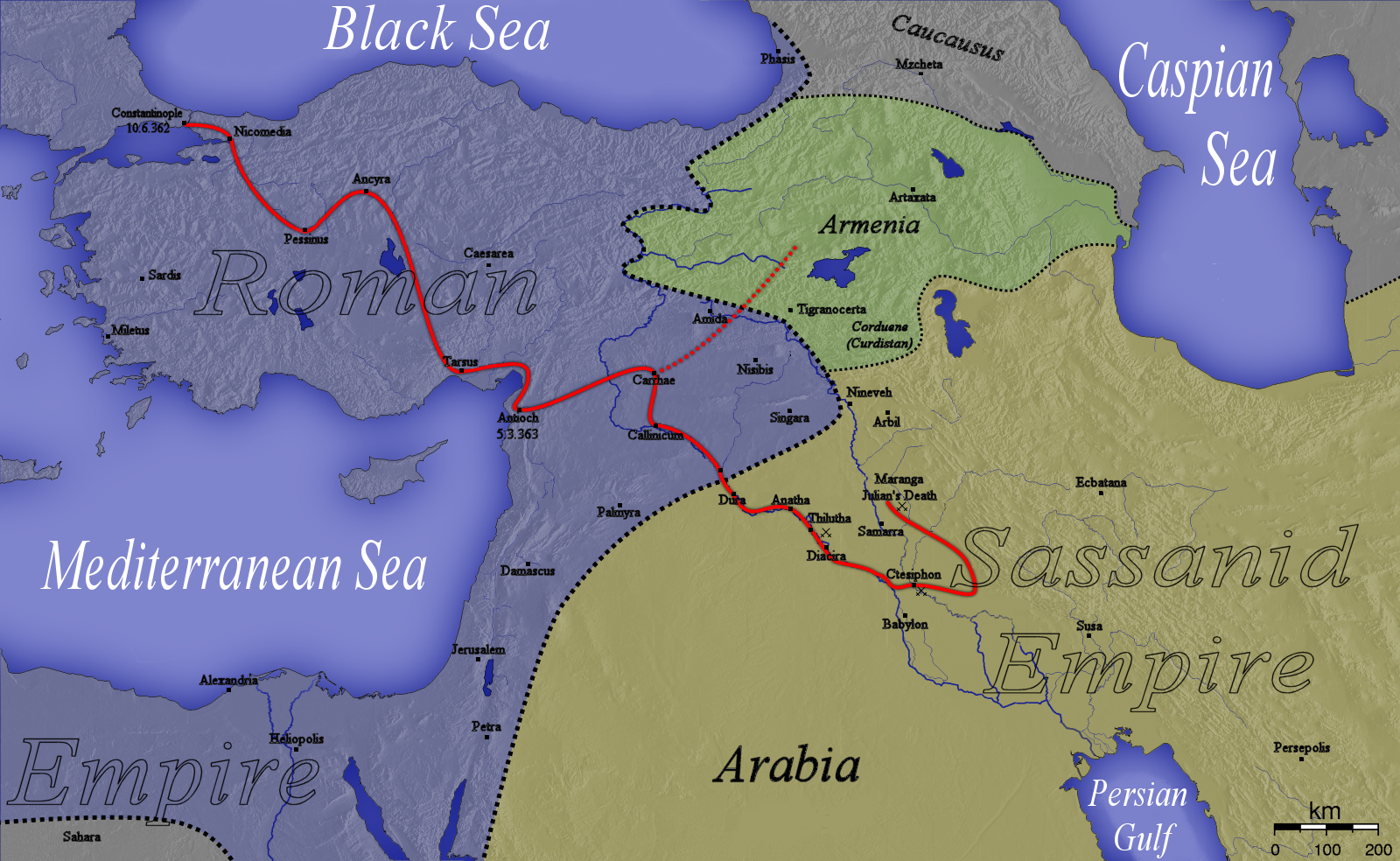
ユリアヌスのペルシア遠征経路

サーサーン朝のシャープール2世は、ディオクレティアヌス以来の均衡状態をおよそ40年ぶりに破り、かつてのアケメネス朝の領土の返還を迫ってローマ帝国と戦端を開いた。ローマ側はこれを防いでいたが、361年末にコンスタンティウスは東方国境から撤退してしまった。したがって、ユリアヌスが皇帝となったとき、コンスタンティウスの治世に持ち上がった懸案は解決しておらず、ローマの東方国境は再びサーサーン朝の攻勢に晒されていた。
363年3月5日、ユリアヌスは8万から9万の兵を率いてアンティオキアを発った。この遠征には兵士だけでなく、コンスタンティヌスの時代にローマ帝国に亡命していた、シャープールの弟ホルミズド (Hormizd) を伴っていた。まずはアルメニア王アルサケスに食糧と援軍を提供するように指示を出し、ヒエラポリス（現マンビジ）にて補給態勢の確認を行ったのち、ユーフラテス川を渡ってメソポタミアに入った。メソポタミアのカルラエ（現ハッラーン）では、プロコピウス (Procopius) とセバスティアヌスに3万の兵を預け、アルメニアの援軍と合流してメディアを征服するように命じた。
ユリアヌス率いる本隊はユーフラテス川沿いのカリニクム（現ラッカ）に向かい、遠征のために編成された艦隊と合流した。艦隊は約千艘の船からなり、食糧・武器・攻城兵器が積まれていた。中には浮橋用の平底舟もあった。カリニクムを発った後はキルケシウム (Circesium) （現ブセイラ）にてハブール川を渡り、そのままユーフラテス川を下った。アンミアヌスの記録には、途中経由（陥落・占領・焼き討ち）した都市として、ドゥラ・エウロポス、アナタ (Anatha) 、ティルタ、アカイアカラ、バラクスマルカ、ディアキラ、オゾガルダナ、マケプラクタの名前が出ている。このうちオゾガルダナには、トラヤヌスのパルティア遠征時に建てられた裁判所の遺構が残されていた。
その後はピリサボラ (Anbar) を陥落させ、運河ナハルマルカに到達した。トラヤヌスが船を運んだ経路が残っていたため、ユリアヌスはこれを開き、ユーフラテス川からティグリス川へと船を移した。こうしてユリアヌスはクテシフォンの間近に迫り、その城外での戦闘にも勝利したが、好機を逸したために占領に失敗した。ティグリス川から南下してくるはずの援軍は到着せず、シャープールの軍も接近しつつあり、情勢は芳しくなかった。クテシフォン近郊に留まることを断念したユリアヌスは、艦隊を焼き、撤退に移った。プロコピウスとセバスティアヌスの部隊を目指してティグリス沿いに北上したが、6月26日、敵襲に対して指揮をとっている際に投槍を受け、陣中で没した。死に際して「ガリラヤ人よ、汝は勝てり」との言葉を遺したという伝承がある。

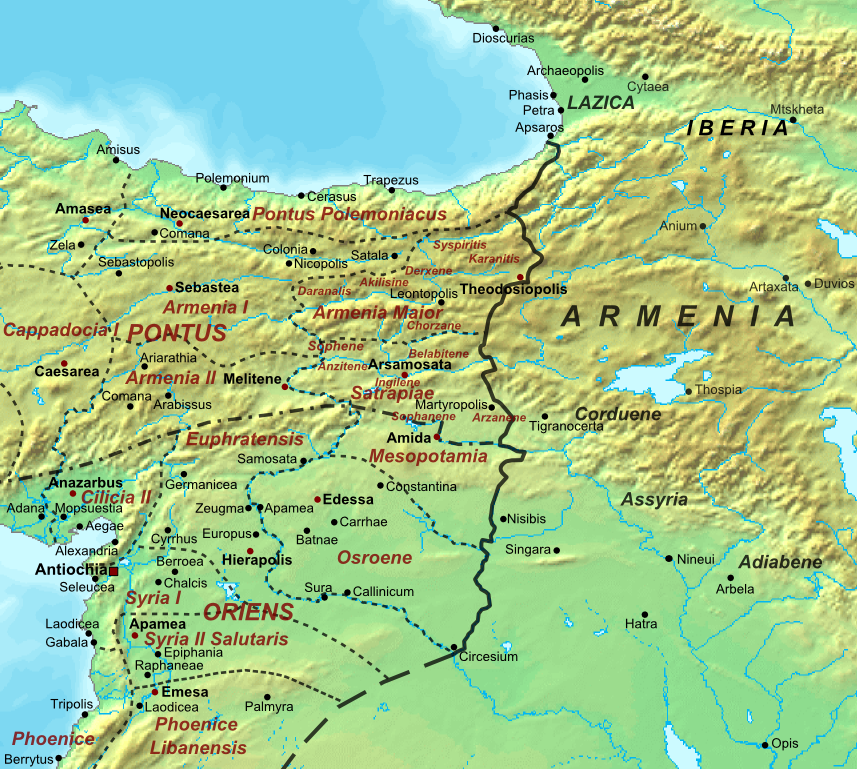
4世紀末のローマ帝国東方の領域
（384年のテオドシウスによる分割後）

撤退中の陣中で選ばれた新たな皇帝ヨウィアヌスは、退路の安全を確保するため、以下のように大幅に譲歩した条件でシャープールと講和した。
- サーサーン朝は、アルザネネ (Arzanene) 、モクソエネ (Moxoene) 、ザブディケネ、レヒメネ、コルドゥエネ (Corduene) の5つのトランスティグリタニア地方を15の砦とともに得る
- サーサーン朝は、ニシビス (Nisibis) 、シンガラ (Singara) 、カストラ・マウロルムを得る
- ローマ帝国は、ニシビスとシンガラから、軍と住民を退去させてよい
- ローマ帝国は、今後一切、アルサケスを助けサーサーン朝に対抗しない

これにより、サーサーン朝側の優勢は決定的となり、さらにローマ帝国は北方の国境にも問題を抱えていたため、以後、両国間に大規模な武力衝突はなくなった。4世紀末にテオドシウス1世が一時攻勢に出たが、東方国境以外に不安要素を抱えていたため、アルメニアを東西分割してその西側の一部をローマ側のものとするのが限界であった。ユリアヌスのような大規模な遠征は、6世紀半ばのユスティニアヌス1世の征服活動を待つことになる。

## 年譜
「ユリアヌス」が主語の場合、特に明示しない。
- 331/332年 - コンスタンティノポリスに生まれる
- 337年
  - 5月22日 - コンスタンティヌス1世（大帝）、死去
  - 夏（9月9日以前） - 一家暗殺される。ビテュニアの祖母に引き取られる
- 338/339年 - マルドニオス、ユリアヌスの家庭教師となる
- 342年頃 - ユリアヌスとガッルス、マケッルムに勾留される
- 348年 - ユリアヌスとガッルス、コンスタンティノポリスに召還される
- 同年末/349年 - ニコメディアに留学
- 351年5月 - ガッルス、副帝に即位
- 354年 - ガッルス、処刑される。メディオラヌムの宮廷に召還、拘束される
- 355年
  - 夏 - アテナイに遊学
  - 11月6日 - 副帝に即位
  - 12月1日 - ガリアに派遣される
- 356年 - コロニア・アグリッピナを回復
- 357年8月 - アルゲントラトゥムの戦い。ゲルマン人に大勝
- 360年2月 - ルテティアで皇帝（正帝）に推戴される
- 361年
  - 7月 - コンスタンティウス2世との対決に向け東方に進軍
  - 11月3日 - コンスタンティウス2世、死去
  - 12月11日 - コンスタンティノポリスに入城
- 362年7月18日 - アンティオキアに入城
- 363年
  - 1月 - 『ミソポゴン』を発表
  - 3月5日 - ペルシアへ出征
  - 6月26日 - 撤退中に負傷、死去

## 主な著作
- 『ミソポゴン』（髭嫌い） - ユリアヌスの髭を嘲ったアンティオキア住民への反論。ギリシア語で書かれている
- 『皇帝饗宴』（皇帝伝） - 過去のローマ皇帝の風刺
  - 神々の饗宴に歴代のローマ皇帝が次々と現れる。その中で最も優れた者を選ぶことになり、ユリウス・カエサル、オクタウィアヌス、トラヤヌス、マルクス・アウレリウス、（悪例としての）コンスタンティヌス1世に加えて、アレクサンドロス3世も集まる。各自の演説とヘルメースとの問答の結果、神々の投票でマルクス・アウレリウスが最も優れている者と決まった[55]。
- 『ガリラヤ人どもを駁す』（ガリラヤ人論駁） - キリスト教への批判
- 『王なる太陽への賛歌』 - 「異教」神学の体系化を図った著作